# Бомбардування Ізраїлем посольства Ірану в Дамаску
33°30′14″ пн. ш. 36°15′38″ сх. д. / 33.503888888889° пн. ш. 36.260444444444° сх. д.
1 квітня 2024 року ізраїльська військова авіація знищила будівлю іранського консульства, що розташована поруч із посольством Ірану в Дамаску, Сирія, убивши 16 людей, у тому числі старшого командира сил Кудс Корпусу вартових ісламської революції (КВІР) бригадного генерала Мохаммада Реза Захеді та сімох інших офіцерів КВІР. В результаті обстрілу також були вбиті двоє цивільних. Авіаудар стався в період загострення напруги між Ізраїлем та Іраном, а також на тлі війни Ізраїлю та ХАМАСу та конфлікту Ізраїль-Хезболла.
Більшість країн і міжнародних організацій засудили напад. 13 квітня 2024 року Іран відповів на атаку ракетами та ударами з безпілотників по Ізраїлю. Іран стверджував, що першочерговими цілями атаки є військові бази, з яких була здійснена атака на їх консульство.

## Перебіг атаки
1 квітня 2024 року будівлю консульства Ірану, яка примикала до будівлі посольства Ірану в Дамаску, було знищено ізраїльським авіаударом. Посол Ірану Хосейн Акбарі стверджував, що будівлю консульства "було обстріляно шістьма ракетами з ізраїльських бойових літаків F-35". The Guardian заявила, що відповідальність за напад несуть ізраїльські військові літаки.  The New York Times (NYT) заявила, що чотири ізраїльські чиновники анонімно підтвердили відповідальність Ізраїлю за атаку. 
Імовірно, основною метою атаки був командувач силами КВІР бригадний генерал Мохаммад Реза Захеді, який був убитий під час атаки. Як пише The Guardian, Захеді був критично важливою фігурою у відносинах між Іраном і Хезболлою.   NYT повідомило, що анонімне джерело з Корпусу вартових революції повідомило, що удар був націлений на зустріч між представниками іранської розвідки та палестинськими бойовиками, включаючи лідерів Палестинського ісламського джихаду, які обговорювали війну в Газі. 
На кадрах і фотографіях із зони навколо консульства після нападу видно значні пошкодження, вогонь і дим.  Іранські ЗМІ повідомили, що будівля була повністю зруйнована, а посол і його сім'я, які проживали в сусідньому посольстві, не постраждали. 
Будівля посольства Канади з іншого боку будівлі консульства також була пошкоджена в результаті нападу, принаймні деякі з її вікон були знищені. Посольство було закрито з 2012 року через громадянську війну в Сирії, хоча воно все ще належить уряду Канади. 

## Смерті
Загалом було вбито 16 осіб, у тому числі сім солдатів Корпусу вартових Ісламської революції (КВІР), п’ять підтримуваних Іраном ополченців, один бойовик Хезболли, один іранський радник і двоє цивільних. 
Крім Захеді, серед втрат були заступник Захеді, бригадний генерал Мохаммад Хаді Хаджі Рахімі та п'ять іранських чиновників: Хоссейн Аман Елахі, Саїд Мехді Джалалаті, Алі Ага Бабаї, Саїд Алі Салехі Рузбахані та Мохсен Седагат.  Захеді був найвищим офіцером КВІР, якого було вбито після вбивства Касема Сулеймані США в січні 2020 року.

## Законність
Дипломатичні будівлі, як і житлові будинки та школи, вважаються «цивільними об’єктами» згідно з міжнародним правом, і їх не можна використовувати як мішені, якщо вони не використовуються у військових цілях. Дипломатичні будівлі мають право на додатковий захист від нападу чи іншого втручання з боку країни перебування згідно з міжнародним звичаєвим правом, кодифікованим у Віденській конвенції про дипломатичні зносини 1961 року та Конвенції про консульські зносини 1963 року. Країна, в якій знаходиться посольство, зобов’язана захищати посольство, але міжнародні договори прямо не забороняють третій країні атакувати дипломатичні приміщення, якщо вони приймають бойовиків і стають ціллю в акті самооборони, хоча причина "самооборона" зазвичай не може виправдати напад на територію країни, яка не бере участі у бойових діях. За словами Аурела Сарі, професора міжнародного права Ексетерського університету у Великобританії: 
Авіаудар Ізраїлю в Сирії без його згоди суперечив би статті 2(4) Статуту Організації Об'єднаних Націй, яка забороняє державі застосовувати силу проти територіальної цілісності або політичної незалежності будь-якої іншої держави... Якщо Ізраїль не зможе виправдати авіаудар як акт самооборони, це буде явним порушенням міжнародного права.

## Дивись також
- Ірано-ізраїльський конфлікт (з 2024)
- 2024 Іранські удари по Ізраїлю – відповідь Ірану на цю атаку